# The Mazatlan Times

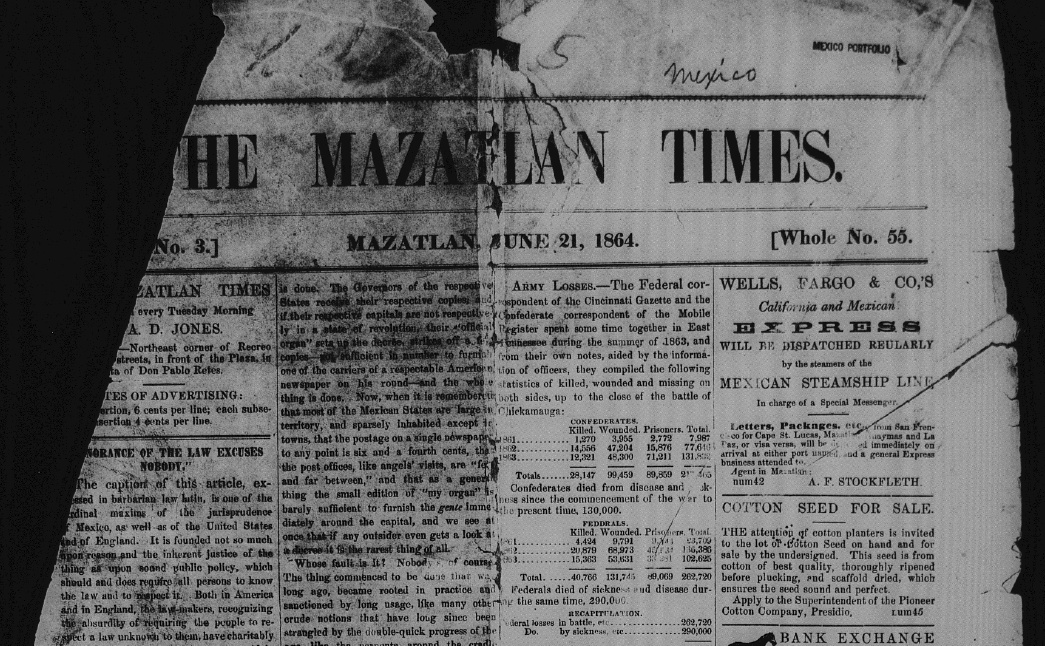
The Mazatlan Times

The Mazatlan Times fue un semanario mexicano editado en idioma inglés por A. D. Jones en Mazatlán, Sinaloa. 
El primer número apareció el 12 de mayo de 1863. Su propietario y editor señalaba que éste era la primera publicación en inglés no sólo de Mazatlán, sino de todo México.

## Marco histórico
En el transcurso de la publicación de este semanario, que va desde la fecha de su primera edición hasta poco antes de que los franceses liberaran Mazatlán, 13 de noviembre de 1866, ocurrieron dos guerras que marcaron su ideología: uno, la Guerra de Secesión de los Estados Unidos; dos, la Segunda Intervención Francesa en México.
A. D. Jones era un secesionista avecindado en Mazatlán, además de ser partidario del emperador Maximiliano I de México, por ello The Mazatlan Times era partidario tanto del Imperio Mexicano como de los secesionistas en los Estados Unidos.

## Importancia
Diarios del estado de California, Estados Unidos, tales como el Alta California Daily y el Sacramento Daily Union, así como de Francia y España retomaban las noticias que el Mazatlan Times publicaba.

## Extinción
Poco antes de que los franceses y las fuerzas del general Ramón Corona pactaran la liberación de Mazatlán A. D. Jones se vio obligado a huir de Mazatlán, con lo que terminó la edición de este hebdomadario. El único ejemplar que se conoce de esta publicación es de fecha 21 de junio de 1864 y se conserva en la Universidad de Texas, Austin.